# Sargents (Colorado)
Sargents est une communauté non incorporée du comté de Saguache, dans l'État du Colorado, aux États-Unis. Elle se trouve à 8 478 pieds (2 584 m) d'altitude.
La communauté est nommée d'après Joseph Sargent, un gardien de troupeau.
Le bureau de poste de Sargents est desservi sous le code ZIP 81248.